# كفاءة اقتصادية

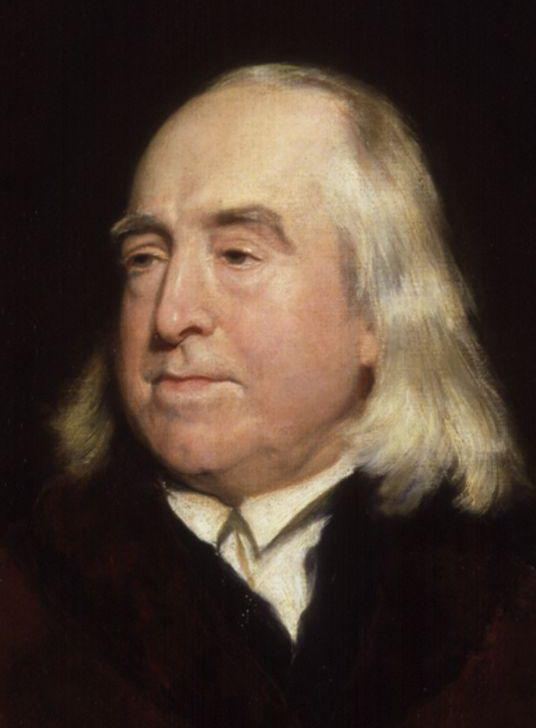

الكفاءة الاقتصادية هو مصطلح يشير إلى الاستخدام الأمثل للموارد، وذلك بهدف تعظيم الإنتاج من السلع والخدمات. ويمكن القول أن أي نظام اقتصادي يعتبر أكثر كفاءة مقارنة مع نظام آخر (من الناحية النسبية) إذا كان يمكن من تقديم المزيد من السلع و الخدمات للمجتمع دون استخدام مزيد من الموارد.
الكفاءة من منظور إداري تعني القدرة على تحقيق الأهداف المحددة في زمن محدد مع مراعاة جودة المخرجات، وهو من مقاييس نجاح المؤسسات. أو هي الاستغلال العقلاني والأمثل والاقتصادي لموارد المؤسسة. أما الفعالية : مدى تحقيق المؤسسة لأهدافها بأقل تكلفة وأقل وقت ممكن.
تعني الكفاءة [1] (Efficiency) (نسبة المخرجات الفعلية )المتحققة (إلى المخرجات القياسية أو المخططة)، ويمكن التعبير عنها كالآتي:
الكفاءة = المخرجات المتحققة (الإنتاج الفعلي) ÷ المخرجات القياسية أو المخططة (الإنتاج القياسي أو المخطط)
وهنا يتضح وجه العلاقة بين مفهوم الإنتاجية ومفهوم الكفاءة حيث ان الإنتاجية تعبر عن القدرة على الإنتاج في حين تعبر الكفاءة عن مدى تطابق الإنتاج الفعلي مع الإنتاج المخطط أي أن مؤشر الكفاءة يعد اختباراً معيارياً لمؤشر الإنتاجية. و يتضح من ذلك أن الإنتاجية تُعد قياس للقدرة على تحويل المدخلات إلى مخرجات وفقاً لمواصفات محددة وبأقل تكلفة ممكنة.

## اقرأ أيضا
- كفاءة إنتاجية
- كفاءة حرارية
- كفاءة تحويل الطاقة